# Compagnie réunionnaise des tabacs
La Compagnie réunionnaise des tabacs (Coretab) est une société française de l'industrie du tabac. Fondée en 1992, elle exploite une usine de conditionnement de tabac à Saint-Pierre, à La Réunion, qui commercialise des cigarettes.

## Histoire
La Compagnie réunionnaise des tabacs est créée en 1992.
Elle exploite une usine de conditionnement de tabac située dans la zone industrielle n°2 à Saint-Pierre, à La Réunion. L'usine acquiert du tabac importé par la société Sitar, filiale du groupe international Imperial Brands, et assure sa transformation en cigarettes. Ces dernières sont vendues à trois sociétés de distribution locales : Philip Morris Réunion, American Tobacco Réunion et Altadis OI, à destination du marché local.
En janvier 2018, l'entreprise est victime d'un cambriolage de son usine, où des cigarettes sont dérobées. Le préjudice est estimé à environ 60 000 euros. Deux suspects sont arrêtés trois mois plus tard à Saint-Pierre.
En 2022, la société est en difficulté financière. Elle est alors l'un des deux seuls producteurs de cigarettes en activité en France, avec la Manufacture corse de tabacs située en Corse.